# Jordbävningen i L'Aquila 2009
Jordbävningen i L'Aquila 2009 var en jordbävning som ägde rum den 6 april 2009 i den italienska regionen Abruzzo. Jordbävningens styrka uppmätes till 6,3 på Richterskalan. Jordbävningen föregicks och uppföljdes av nära hundra mindre jordbävningar sedan januari 2009. Mest skada tog Abruzzos huvudstad, medeltidsstaden L'Aquila, och dess närliggande orter, bland dessa Fossa. 297 personer bekräftades döda, vilket gör jordbävningen till den dödligaste sedan jordbävningen i Irpinia 1980. Jordbävningen kunde även kännas svagt i Rom.

## Skador
Runt 1 500 personer och fler än 10 000 byggnader skadades av jordbävningen. Totalt blev 30 000–40 000 personer hemlösa.

## Efterskalv
Ett kraftigt efterskalv på 5,5 Mw som skedde nästan två dagar efter huvudskalvet förvärrade skadorna på byggnaderna ytterligare. Förutom detta skalv skedde nära hundra mindre skalv.

### Lista över förskalv och efterskalv
Endast jordbävningar med 4,0 eller högre på Richterskalan är med i listan. 5,0 Mw eller högre använder mörkare violett nyans. Huvudskalvet är markerat med mörkast färgnyans.
| Datum och klockslag (UTC) | Klockslag (lokal tid) | Lat.     | Long.    | Djup  | Mw       |
| ------------------------- | --------------------- | -------- | -------- | ----- | -------- |
| 2009-03-30 13.38.39,3     | 15.38.39,3            | 42,33° N | 13,35° Ö | 2 km  | 4,4 (Mw) |
| 2009-04-05 20.48.56,4     | 22.48.56,4            | 42,36° N | 13,37° Ö | 2 km  | 4,0 (ML) |
| 2009-04-06 01.32.41,4     | 03.32.41,4            | 42,38° N | 13,32° Ö | 2 km  | 6,3 (Mw) |
| 2009-04-06 02.27.48,2     | 04.27.48,2            | 42,37° N | 13,23° Ö | 2 km  | 4,3 (mb) |
| 2009-04-06 02.37.05,3     | 04.37.05,3            | 42,41° N | 13,32° Ö | 2 km  | 5,1 (Mw) |
| 2009-04-06 03.56.48,1     | 05.56.48,1            | 42,38° N | 13,34° Ö | 10 km | 4,5 (mb) |
| 2009-04-06 07.17.16,1     | 09.17.16,1            | 42,47° N | 13,40° Ö | 30 km | 4,4 (mb) |
| 2009-04-06 16.38.10,7     | 18.38.10,7            | 42,38° N | 13,32° Ö | 2 km  | 4,4 (Mw) |
| 2009-04-06 23.15.37,7     | 01.15.37,7            | 42,48° N | 13,41° Ö | 2 km  | 5,1 (Mw) |
| 2009-04-07 09.26.30,7     | 11.26.30,7            | 42,31° N | 13,35° Ö | 10 km | 5,0 (Mw) |
| 2009-04-07 17.47.38,3     | 19.47.38,3            | 42,30° N | 13,40° Ö | 13 km | 5,6 (Mw) |
| 2009-04-07 21.34.30,9     | 23.34.30,9            | 42,34° N | 13,37° Ö | 2 km  | 4,5 (mb) |
| 2009-04-08 04.27.42,5     | 06.27.42,5            | 42,30° N | 13,43° Ö | 2 km  | 4,0 (ML) |
| 2009-04-08 22.56.51,0     | 00.56.51,0            | 42,55° N | 13,34° Ö | 2 km  | 4,1 (Mw) |
| 2009-04-09 00.53.00,6     | 02.53.00,6            | 42,53° N | 13,39° Ö | 2 km  | 5,4 (Mw) |
| 2009-04-09 03.14.52,7     | 05.14.52,7            | 42,35° N | 13,46° Ö | 2 km  | 4,3 (mb) |
| 2009-04-09 04.32.46,0     | 06.32.46,0            | 42,45° N | 13,39° Ö | 2 km  | 4,3 (mb) |
| 2009-04-09 04.43.12,3     | 06.43.12,3            | 42,52° N | 13,34° Ö | 10 km | 4,0 (ML) |
| 2009-04-09 13.19.35,8     | 15.19.35,8            | 42,33° N | 13,23° Ö | 40 km | 4,0 (ML) |
| 2009-04-09 19.38.17,4     | 21.38.17,4            | 42,52° N | 13,35° Ö | 2 km  | 5,2 (Mw) |
| 2009-04-10 03.22.23,6     | 05.22.23,6            | 42,49° N | 13,42° Ö | 2 km  | 4,0 (mb) |
| 2009-04-13 21.14.25,7     | 23.14.25,7            | 42,55° N | 13,42° Ö | 2 km  | 5,1 (Mw) |
| 2009-04-14 20.17.28,9     | 22.17.28,9            | 42,55° N | 13,23° Ö | 10 km | 4,0 (ML) |
| 2009-04-15 22.53.08,7     | 00.53.08,7            | 42,54° N | 13,28° Ö | 2 km  | 4,0 (ML) |
| 2009-04-23 15.14.10,6     | 17.14.10,6            | 42,22° N | 13,44° Ö | 10 km | 4,0 (ML) |
| 2009-04-23 21.49.01,0     | 23.49.01,0            | 42,24° N | 13,48° Ö | 2 km  | 4,3 (Mw) |
| 2009-06-22 20.58.40,3     | 22.58.40,3            | 42,44° N | 13,29° Ö | 2 km  | 4,7 (Mw) |
| 2009-07-03 11.03.09,0     | 13.03.09,0            | 42,38° N | 13,32° Ö | 2 km  | 4,1 (ML) |

## Rättsligt efterspel
I september 2011 åtalades sex vetenskapsmän och en statstjänsteman för vållande till annans död avseende dem som avled i jordbävningen. Åtalet grundade sig i att dessa personer var ledamöter i en kommitté som hade utrett riskerna för ett större skalv efter de små förskalv som förekommit och publicerat ett uttalande som invaggade folk i falsk säkerhet. Samtidigt uppgavs det i uttalandet att det inte går att förutsäga jordbävningar.